# Саша Барън Коен
Саша Ноъм Барън Коен (на английски: Sacha Noam Baron Cohen) е британски актьор комик.

## Биография
Роден е на 13 октомври 1971 г. в Хамърсмит, Лондон. Син е на Джералд и Даниела Барън Коен, има двама по-големи братя – Ерън и Амнон.
Завършва Кеймбриджкия университет и става известен с британско-американското комедийно предаване „Шоуто на Али Джи“. Там той се превъплъщава в различни герои – рапъра Али Джи, казахстанския журналист Борат Сагдиев, австрийския гей моден репортер Бруно и арабския диктатор адмиралтейски генерал Аладийн. През 1999 година е обявен за най-добрия нов комик по време на Британските комедийни награди и оттогава е носител два пъти на БАФТА за „Шоуто на Али Джи“, два пъти на „Златен глобус“ за най-добър актьор в мюзикъл или комедия (за ролите си в „Борат“ и „Борат 2“), има няколко номинации за Еми, както и номинация за „Оскар“ за сценария на „Борат“.
Всеки от героите получава самостоятелен филм, съответно „Али Джи в парламента“ (2002), „Борат“ (2006), „Бруно“ (2009) и „Диктаторът“ (2012). В някои от филмите, по подобие на сериала, има минимален актьорски състав и сценарий и се разчита до голяма степен на реакциите на обикновени хора, които Барън Коен среща и интервюира. Актьорът често се появява в образ по време на промоцията на филмите си и рядко дава лични интервюта. Барън Коен е играл и второстепенни роли в „Суини Тод“ на Тим Бъртън, „Изобретението на Хюго“ на Мартин Скорсезе и озвучава крал Джулиян в анимационната поредица „Мадагаскар“.
Саша работи над 6 години, за да се превъплъти в ролята на Фреди Меркюри във филма Бохемска рапсодия, но в крайна сметка е изключен от проекта поради идейни различия между него и членовете на Queen за това как трябва да бъде представен Фреди. Така главната роля във филма е дадена на Рами Малек.
Барън Коен е женен за австралийската актриса Айла Фишър, с която имат две дъщери.

## Избрана филмография
| Година | Филм                      | Оригинално заглавие                            | Роля                         | Режисьор        | Бележки   |
| ------ | ------------------------- | ---------------------------------------------- | ---------------------------- | --------------- | --------- |
| 2002   | Али Джи в парламента      | Ali G Indahouse                                | Али Джи                      |                 |           |
| 2005   | Мадагаскар                | Madagaskar                                     | Джулиан                      |                 | глас      |
| 2006   | Рики Боби: Лудият на макс | Talladega Nights: The Ballad of Ricky Bobby    | Жан Жирар                    |                 |           |
| 2006   | Борат                     | Borat                                          | Борат Сагдиев                | Лари Чарлс      |           |
| 2007   | Суини Тод                 | Sweeney Todd: The Demon Barber of Fleet Street | сеньор Адолфо Пирели         | Тим Бъртън      |           |
| 2008   | Мадагаскар 2              | Madagascar: Escape 2 Africa                    | Джулиан                      |                 | глас      |
| 2009   | Бруно                     | Brüno                                          | Бруно                        | Лари Чарлс      |           |
| 2011   | Изобретението на Хюго     | Hugo                                           | Инспектор Густав             | Мартин Скорсезе |           |
| 2012   | Диктаторът                | The Dictator                                   | адмирал-генерал Хафаз Аладин |                 |           |
| 2012   | Мадагаскар 3              | Madagascar 3: Europe's Most Wanted             | Джулиан                      |                 | глас      |
| 2012   | Клетниците                | Les Misérables                                 | Тенардие                     | Том Хупър       |           |
| 2016   | Агент полуинтелигент      | Grimsby                                        | Ноби                         |                 |           |
| 2016   | Алиса в Огледалния свят   | Alice Through The Looking Glass                | Тайм                         | Джеймс Бобин    |           |
| 2018   | Кой е Америка?            | Who is America?                                | 5 роли                       |                 | ТВ сериал |
| 2020   | Борат 2                   | Borat Subsequent Moviefilm                     | Борат Сагдиев                | Джейсън Уолинър |           |